# Hiep Thi Le
Hiep Thi Le (wiet. Lê Thị Hiệp; ur. 30 listopada 1971 w Đà Nẵng, zm. 19 grudnia 2017 w Los Angeles) – wietnamsko-amerykańska aktorka filmowa i telewizyjna.
Urodziła się w 1971 w Đà Nẵng we Wietnamie. W 1979 w wieku 8 lat przeprowadziła się z rodziną do Los Angeles. Studiowała na Uniwersytecie Kalifornijskim w San Diego. Zmarła po komplikacjach związanych z rakiem żołądka 19 grudnia 2017. Miała męża i dwójkę dzieci.

## Wybrana Filmografia
- 1993: Pomiędzy niebem a ziemią jako Le Ly
- 1999: Szkoła uwodzenia jako Mai-Lee
- 2001: Zielony Smok jako Thuy Hoa
- 2003: Parasol bezpieczeństwa jako Sekretarka McDuffa
- 2008: Dzielnica Lakeview jako Pielęgniarka
- 2016: Cruel Intentions jako Mai-Lee

## Źródła
- http://www.filmweb.pl/person/Hiep+Thi+Le-5462
- http://deadline.com/2017/12/hiep-thi-le-dead-obituary-heaven-and-earth-actress-tommy-lee-jones-oliver-stone-1202230318/